# Chitradurga (huyện)
Huyện Chitradurga là một huyện thuộc bang Karnataka, Ấn Độ. Thủ phủ huyện Chitradurga đóng ở Chitradurga. Huyện Chitradurga có diện tích 8437 ki lô mét vuông. Đến thời điểm năm 2001, huyện Chitradurga có dân số 1510227 người.